# Robert Dietz (Eiskunstläufer)
Robert Dietz (* 11. November 1949 in Straubing) ist ein ehemaliger deutscher Eistänzer.
Er wurde 1977 mit seiner Partnerin Gabriele Schäfer in Garmisch-Partenkirchen deutscher Meister im Eistanz. 1976 startete das Paar bei den Weltmeisterschaften und belegte den 19. Platz. Dies blieb ihr einziger Start bei internationalen Meisterschaften.
Dietz studierte Chemie an der TU in München. Heute ist er verheiratet, hat 2 Kinder und lebt in Weinheim an der Bergstraße.

## Erfolge/Ergebnisse
| Wettbewerb/Wintersaison  | 1969 | 1971 | 1972 | 1973 | 1974 | 1975 | 1976 | 1977 |
| ------------------------ | ---- | ---- | ---- | ---- | ---- | ---- | ---- | ---- |
| Weltmeisterschaften      | -    | -    | -    | -    | -    | -    | 19.  | -    |
| Deutsche Meisterschaften | 4.J  | 1.J  | -    | 5.   | 3.   | 2.   | 2.   | 1.   |

- J = Junioren

| Personendaten    | Personendaten            |
| ---------------- | ------------------------ |
| NAME             | Dietz, Robert            |
| KURZBESCHREIBUNG | deutscher Eiskunstläufer |
| GEBURTSDATUM     | 11. November 1949        |
| GEBURTSORT       | Straubing                |